# Miroslav Kirchev
Miroslav Kirchev –en búlgaro, Мирослав Кирчев– (Ruse, 12 de junio de 1990) es un deportista búlgaro que compite en piragüismo en la modalidad de aguas tranquilas. Ganó una medalla de plata en el Campeonato Mundial de Piragüismo de 2014, en la prueba de K1 1000 m, y una medalla de bronce en el Campeonato Europeo de Piragüismo de 2014, en la prueba de K1 500 m.

## Palmarés internacional
| Campeonato Mundial | Campeonato Mundial     | Campeonato Mundial | Campeonato Mundial |
| Año                | Lugar                  | Medalla            | Competición        |
| ------------------ | ---------------------- | ------------------ | ------------------ |
| 2014               | Moscú (Rusia)          | Medalla de plata   | K1 1000 m          |
| Campeonato Europeo |                        |                    |                    |
| Año                | Lugar                  | Medalla            | Competición        |
| 2014               | Brandeburgo (Alemania) | Medalla de bronce  | K1 500 m           |